# Elaphoglossum fortipes
Elaphoglossum fortipes är en träjonväxtart som beskrevs av John T. Mickel. Elaphoglossum fortipes ingår i släktet Elaphoglossum och familjen Dryopteridaceae. Inga underarter finns listade.